# Justicia cardiochlamys
Justicia cardiochlamys är en akantusväxtart som beskrevs av Gustav Lindau. Justicia cardiochlamys ingår i släktet Justicia och familjen akantusväxter. Inga underarter finns listade i Catalogue of Life.